# Jacques Boulanger
Pour les articles homonymes, voir Boulanger (homonymie).
Jacques Boulanger (né Joseph Guy Jacques Richard Boulanger à Québec le 30 mai 1939) est un animateur de télévision, animateur de radio et chanteur québécois. Il fut un des animateurs vedettes de la Société Radio-Canada.

## Biographie
Jacques Boulanger est le fils de Claude Boulanger, médecin, et de Jeanne Jalbert.
En 1958, Jacques Boulanger débute à la radio CHRC de Québec.
En 1963, il devient animateur à la station de radio CKAC de Montréal. L'année suivante, en 1964, il entre au service de Radio-Canada pour animer l'émission télévisée Jeunesse oblige et l'émission de radio Radio transistor.
De 1968 à 1971, il est l'animateur de l'émission télévisée Zoom (Radio-Canada), où il fait ses débuts comme chanteur.
À l'été 1969, Jacques Boulanger connaît un grand succès avec la chanson Le Sable et la Mer qu'il interprète en duo avec Ginette Reno.
À l'été 1971, Radio-Canada planifie deux émissions qui seraient produites à la station de métro Berri-De Montigny, soit Boubou dans l'métro en direct le midi et animée par Jacques Boulanger, ainsi que le talk-show de fin de soirée Ce soir, Jean-Pierre… animé par Jean-Pierre Coallier. Jean Drapeau, maire de Montréal, qui avait donné la permission de tourner pour la première fois une émission de télévision dans le métro de Montréal, doit se raviser après que plusieurs stations de radio ayant appris la chose eurent fait la même demande. Les deux émissions s'installent « temporairement » aux Galeries d'Anjou pour six semaines jusqu'à novembre et le générique est tourné dans le métro de Montréal. Finalement, l'émission est renommé Boubou en décembre et restera à l'antenne, et aux Galeries d'Anjou, jusqu'en mai 1974.
À l'été 1974, Radio-Canada offre à Jacques Boulanger l'animation de émission de variétés Monsieur B en première partie de Les Beaux Dimanches pour l'automne. Son émission du midi sera assurée par Guy Boucher et Gaston L'Heureux qui deviendra Les Coqueluches. Entre-temps, une émission de variétés est réalisée en Belgique. Monsieur B prendra fin en juin 1976.
Jacques Boulanger tient le premier rôle du film Parlez-nous d'amour de Jean-Claude Lord, dont les dialogues sont signés Michel Tremblay. Ce long-métrage, qui sort en septembre 1976, est à la fois un film de divertissement et un film dénonciateur, illustrant les jeux de coulisse et les bassesses du "star-system" ,. Le film rencontre un succès de scandale et « provoque une véritable onde de choc » parmi les fidèles des émissions télévisées de variétés.
Descendante directe de l'émission BouBou du début des années 70, toujours animée par Jacques Boulanger, Allô Boubou sera diffusée de l'automne 1981 au printemps 1985 à l'heure du midi. Cette émission de variétés était diffusée du Complexe Desjardins à Montréal jusqu'au printemps 1984, puis au Studio 42 de la Maison de Radio-Canada pour sa dernière saison. Jacques Boulanger y recevait des artistes (chanteurs ou autres). On pouvait aussi assister à des défilés de mode, des numéros de cirque et d'autres numéros pour distraire les téléspectateurs.
En 1986, Jacques Boulanger accompagne Claudette Dion lors d'un duo sur l'album de la chanteuse, Bonsoir Edith.
En 1993, il passe de la télévision à la radio. Douze ans plus tard, en 2005, il prend une préretraite, quittant les ondes radio de la ville de Québec. En fait, son épouse Nicole Nevers ayant reçu un diagnostic de cancer, il prend la décision de tout arrêter afin de se battre avec elle.
Au moment de l'annonce de sa dernière émission enregistrée au théâtre Petit-Champlain, Jacques Boulanger raconte, lors d'une entrevue, à propos de ses douze années de radio à Québec : « J'ai recommencé à apprécier mon quartier d'enfance. Je suis né sur la rue Saint-Stanislas, entre Saint-Jean et McMahon. Pour moi, c'était quelque chose d'acquis. À mon retour à Québec, j'ai retrouvé la porte Saint-Jean, les plaines d'Abraham, la rue Saint-Jean, l'école Saint-Louis-de-Gonzague où je suis allé... Je suis passé des centaines de fois devant la maison où je suis né, qui était l'ancien presbytère de l'église Saint-Patrice. Ces 12 années à la radio resteront gravées à tout jamais, alors qu'il y a bien des expériences à la télé que j'oublierais ».

## Animateur

### Émissions de télévision
- Jeunesse oblige (1964, Radio-Canada)
- À la seconde (1967-1972)
- Zoom (1968-1971)
- Boubou dans l'métro puis Boubou (1971-1974)
- Monsieur B (1974-1976)
- Super Star (1978-1981)
- Allô Boubou (1981-1985)
- Le Train de 5 heures (1985-1986)
- Côté jardin (été 1989)
- Le Temps de vivre (1990-1993)

### Émissions de radio
- Radio transistor (1964)
- Qu'est-ce qu'on attend pour être heureux ? (1993-2005)
- Allez, c'est le retour

## Discographie

### 45 tours
- Bonsoir Édith (par Claudette Dion) / À quoi ça sert l'amour (avec Claudette Dion) (1986, MPI, M.P.I.-004)
- Toujours besoin d'amour / Instrumental (1985, Saisons, SNS-6576) Le séducteur / Instrumental
- (1983, Boitadisc, BOI-45-553) S'aimer comme avant (avec Dominique Michel) / Instrumental (1982, Paroles & Musique, PM-004)
- Une toune pour les vacances / Instrumental (Septembre 1980, RCA Victor, PB-50579) Le sable et la mer (avec Ginette Reno) /Tous les garçons et les filles (par Ginette Reno) (1978, Millionniares, MF-100344 - réédition)
- C'est Noël / Noël avec toi (1976, Astra, A-45317)
- Prends le temps de vivre / Bienvenue chez Bou Bou (1976, Astra, A-45314) Manuela / Instrumental
- (Février 1976, Pacha, PAC 4437) Je m'sens très seul / Près de la porte
- (Octobre 1975, Pacha, PAC 4427) Demande-moi ce que tu veux / Do ré mi
- (1974, Pacha, PAC 4415) Baby face / Les feuilles mortes (Juillet 1974, Pacha, PAC 4413) On a tous besoin d'un grand amour / Je te serai toujours fidèle
- (Février 1974, Pacha, PAC 4409) Suivons le chemin / L'été
- (Juin 1973, Ciné, C-4819) Quand on s'aime comme on s'aime / Près de toi
- (Avril-Mai 1973, Ciné, C-4818) Ding a ling / Ding a ling (version anglaise) (Février 1973, Ciné, C-4809)
- Mon amour d'été / Prends le temps de sourire (Août 1972, Disques Maisonneuve, M-1804)
- Chérie do y a love me / Adieu, bonne chance (Octobre 1970, Grand Prix, GP-5340)
- J'aime les filles / Notre amour vivra toujours (Février 1970, Grand Prix, GP-5329)
- Si tu dois partir / Quand le soleil s'est levé (Octobre-Novembre 1969, Grand Prix, GP-5328)
- Le sable et la mer (avec Ginette Reno) / Aujourd'hui, tout est beau (Juin-Juillet 1969, Grand Prix, GP-5324)

### 33 tours
- 1969 Parlez-moi d'amour
- 1972 Bou-Bou: près de toi
- 1975 On a tous besoin d'un grand amour

### CD
- 2000 Rétrospective

## Acteur
- 1976 : Parlez-nous d'amour